# Fataal (film)
Fataal is een Nederlandse dramafilm uit 2016 geregisseerd door Jesse Bleekemolen. Het scenario voor de film werd geschreven door Bleekemolen en Dick van de Heuvel.

## Verhaal
De film volgt het koppel Milan en Sophie, twee twintigers die in de bloei van hun leven zijn. De twee willen trouwen en kinderen krijgen, bovendien heeft Milan ambitieuze plannen voor het openen van zijn eigen dansclub onder de naam "Jaguars". Sophie, haar ouders en zijn beste vriend Ferhane steunen hem daarin. Na veel hard werken lijkt zijn club een succes te gaan worden. Alles verandert echter als op een avond drie jongens het personeel en bezoekers lastigvallen. De herrieschoppers worden de club uitgezet, waarna de drie boos zijn en op wraak zinnen. Ze besluiten vroeg in de ochtend Milan bij zijn auto op te wachten en hem daar volledig in elkaar te slaan.
Milan belandt in het ziekenhuis, waar hij nadat hij ontwaakt is te horen krijgt dat hij nooit meer zal kunnen lopen. Zijn wereld stort in en langzaam maar zeker ziet hij hoe ook de wereld van de dierbare mensen om hem heen instorten.

## Rolverdeling
| acteur               | personage                |
| -------------------- | ------------------------ |
| Jeffrey Hamilton     | Milan van Zalinghe       |
| Priscilla Knetemann  | Sophie Halder            |
| Ronald Top           | Maarten Halder           |
| Iris Slee            | Lotte Halder             |
| Harry Piekema        | Heer van Zalinghe        |
| Mamoun Elyounoussi   | Ferhane Mohammed         |
| Stijn Fransen        | Lies de Vries            |
| Oscar Zeegers        | Bas Cevik                |
| Ali Fardi            | Ylias Tumär              |
| Marc Siersema        | Daniel Mees              |
| Gijs Speck           | kleine Milan             |
| Peter Oude Wesselink | therapeut                |
| Sander de Heer       | behandelend arts         |
| Marieke Westenenk    | verpleegster             |
| Rian Gerritsen       | receptioniste ziekenhuis |
| Edo Brunner          | uitsmijter               |
| Mary-lou van Steenis | rechter                  |
| Juul Vrijdag         | officier van justitie    |
| Ernst ter Linden     | advocaat                 |
| Sylvana IJsselmuiden | barvrouw                 |
| Joël de Tombe        | Kortooms                 |
| Lennart Timmerman    | Wagenmaker               |
| Devon Donovan        | bierbrouwer Eric         |
| Hubert Fermin        | notaris                  |
| Larissa Weilenmann   | Tess                     |
| Lucien Rentmeester   | agent Van Dijk           |
| Manon Franken        | agent Assink             |
| Sytske van der Ster  | klant winkel             |

## Achtergrond
De film werd geregisseerd, geproduceerd en mede geschreven door Jesse Bleekemolen, voor het scenario werd hij ondersteund door Dick van de Heuvel. Hoofdrollen voor de film waren weggelegd voor Jeffrey Hamilton, Priscilla Knetemann en Harry Piekema. De cast en crew werkte belangeloos mee, daarnaast werd voor de film samengewerkt met de Landelijke Stichting Tegen Zinloos Geweld.
Begin september 2016 werden de eerste bewegende beelden van de film naar buiten gebracht in de vorm van een trailer. Fataal ging vervolgens op 3 november 2016 in première. Het nummer tijdens de aftiteling werd ingezongen door Sandra van Nieuwland.
Nadat de film uit de bioscopen kwam ging de film vanaf 5 december 2016 op een scholentournee. Tijdens deze tour werd de film tentoongesteld en deelde regisseur Jesse Bleekemolen en nabestaanden van slachtoffers van zinloos geweld hun verhaal, om zo meer aandacht voor het onderwerp te vragen onder jongeren.

### Theatervoorstelling
De film werd in 2018 door scenarioschrijver Dick van de Heuvel bewerkt tot een muziektheater-voorstelling, die door Homemade Productions naar de theaters gebracht werd. De voorstelling was te zien van april tot en met november 2018.